# Thuyết yêu thương
Thuyết vạn vật, Thuyết yêu thương (tựa gốc tiếng Anh: The Theory of Everything) là bộ phim tiểu sử chính kịch lãng mạn của Anh Quốc phát hành năm 2014 do James Marsh làm đạo diễn và Anthony McCarten chuyển thể từ hồi kỳ Travelling to Infinity: My Life with Stephen của Jane Wilde Hawking, nói về mối quan hệ của cô với chồng cũ, nhà vật lý lý thuyết Stephen Hawking, quá trình chống chọi với căn bệnh thần kinh vận động của ông, và những thành công ông đạt được trong nghiên cứu vật lý.
Phim có sự tham gia của các diễn viên chính Eddie Redmayne và Felicity Jones cùng với Charlie Cox, Emily Watson, Simon McBurney, Christian McKay, và David Thewlis đảm nhận các vai phụ. Phim được công chiếu lần đầu tại Liên hoan phim quốc tế Toronto 2014 vào ngày 7 tháng 9 năm. Phim giành bốn đề cử giải Quả cầu vàng và giành Giải Quả cầu vàng cho nam diễn viên phim chính kịch xuất sắc nhất (Redmayne) và Nhạc phim hay nhất. Phim cũng giành năm đề cử giải Oscar, trong đó có Phim hay nhất, Nam diễn viên chính xuất sắc nhất (Redmayne), Nữ diễn viên chính xuất sắc nhất (Jones).

## Diễn viên
- Eddie Redmayne trong vai Stephen Hawking[6]
- Felicity Jones trong vai Jane Wilde Hawking[6]
- Maxine Peake trong vai Elaine Mason, vợ thứ hai của Stephen[6]
- Charlie Cox trong vai Jonathan Jones, chồng thứ hai của Jane[6]
- Harry Lloyd trong vai Brian, bạn cùng phòng hư cấu của Hawking[7]
- Emily Watson trong vai Beryl Wilde, mẹ của Jane[6]
- Guy Oliver-Watts trong vai George Wilde, bố của Jane
- Simon McBurney trong vai Frank Hawking, bố của Stephen[6]
- Abigail Cruttenden trong vai Isobel Hawking, mẹ của Stephen
- Charlotte Hope trong vai Phillipa Hawking, em gái của Stephen[6]
- Lucy Chappell trong vai Mary Hawking, em gái của Stephen
- David Thewlis trong vai Dennis Sciama[6]
- Christian McKay trong vai Roger Penrose[6]
- Enzo Cilenti trong vai Kip Thorne[6]
- Georg Nikoloff trong vai Isaak Markovich Khalatnikov
- Alice Orr-Ewing trong vai Diana King, em gái của Basil King, bạn của Stephen
- Stephen Hawking cung cấp cho đoàn làm phim giọng nói của chính ông để xử lý hậu kỳ trên máy tính

## Phản hồi

### Phản hồi chuyên môn
Trang tổng hợp kết quả đánh giá phim Rotten Tomatoes cho biết có 79% các nhà phê bình đánh giá tích cực về bộ phim, dựa trên 200 bài đánh giá thu thập được với điểm số trung bình 7,3/10. Metacritic cho bộ phim điểm số trung bình 72/100 dựa trên 47 bài đánh giá từ các nhà phê bình, với kết luận "nhìn chung là tích cực".